# Éric Rabesandratana
Éric Rabesandratana est un footballeur français d'origine malgache né le 18 septembre 1972 à Épinay-sur-Seine. Mesurant 1,86 m, surnommé « Rabé » par ses pairs et le monde du football en général, il évoluait au poste de milieu de terrain ou de défenseur central.
Éric Rabesandratana rejoint son ami de toujours Wagneau Eloi en 2014 pour fonder US Champions Soccer Academy et devenir entraîneur adjoint de l'équipe FC Miami City Champions qui évolue en Premier Development League pour la ville de Miami.

## Biographie

### AS Nancy Lorraine
C'est Aimé Jacquet qui le premier fait appel à ce solide joueur du centre de formation nancéien. Éric Rabésandratana est un pur produit de l'ASNL, il fait ses débuts le 8 septembre 1990 lors du match Caen – Nancy (4 à 1, il marque le 4e but caennais contre son camp) et s'impose rapidement avec l'équipe pro. Joueur à la fois technique et solide, il évolue au poste de milieu de terrain ou de défenseur central. En 1995-1996, il est le meilleur buteur de l'ASNL avec 16 réalisations. La descente du club en D2 en 1997 précipite son départ vers le PSG.

### Paris Saint-Germain
Entraîné par le duo Ricardo – Joël Bats, il s'impose peu à peu dans le club de la capitale jusqu'à en devenir son capitaine au début de la saison 2000-2001. Sa première saison est satisfaisante avec le doublé Coupe de France (face au RC Lens) et Coupe de la Ligue (face aux Girondins de Bordeaux). Mais l'expérience tourne court : après l'arrivée de Luis Fernandez aux manettes du club francilien, le brassard de capitaine lui est retiré et il quitte peu à peu le onze titulaire de l'équipe. L'année suivante, il rejoint l'AEK Athènes pour 1,7 million d’euros, mais les rapports avec les dirigeants grecs s'avèrent compliqués.

### Sélection
Le mercredi 7 février 2007 à Toulouse, Rabé a porté quelques minutes les couleurs de Madagascar, lors d'un match de préparation contre Toulouse FC (B) score 1-1.

### Fin de carrière
Profondément touché par son épisode grec, il retourne en France en 2002 et redécouvre la Ligue 2 avec La Berrichonne de Châteauroux. Il y retrouve Michel Denisot (alors président de Châteauroux et ancien président du PSG) et Jimmy Algerino. Il joue seulement 28 matchs en deux saisons et son contrat n'est pas renouvelé en 2004 à cause des relations tendues avec l'entraîneur, Victor Zvunka.
Il s'engage alors pendant l'été 2004 avec le club belge du RAEC Mons, avec qui il devient en 2006champion d'Exqi League (D2 belge). Mais lors de la saison 2006-07, il est plus souvent remplaçant même s'il joue tout de même 28 rencontres et aide le club à se maintenir en Jupiler League (9e).
En 2007, il dispute une rencontre avec l'équipe nationale de Madagascar lors d'un match de préparation face à l’équipe B du Toulouse Football Club (1-1).
Depuis 2014, il a co-fondé une Académie de football aux États-Unis, à Miami, appelée US Champions Soccer Academy.

### L'après football
À la fin de son contrat avec le club de Mons, il a annoncé chercher un club dans le championnat français afin d'y effectuer une ultime saison. Ne trouvant pas preneur, il s'installe du côté de Saint-Émilion, passe son brevet d'état 1er degré d'entraîneur de football (DEF) et entraîne désormais les moins de 18 ans de Jeunesse Sportive de la Juridiction de Saint-Emilion/Puisseguin.
Il est également consultant à la radio et à la télévision. Depuis 2011, il commente en direct les matches de l'AS Nancy-Lorraine aux côtés de Mathieu Barbier sur la radio France Bleu Sud Lorraine puis, à partir de septembre 2016, tous les matchs du PSG sur France Bleu 107.1 en compagnie de Bruno Salomon et en remplacement de Pierre Ducrocq. Il commente aussi, sur TV5 MONDE, les matchs de championnat de France aux côtés de Manuel Tissier.
Depuis 2023, Éric Rabesandratana est régulièrement chroniqueur dans l'émission tv "L'Equipe de Choc" diffusé sur la chaîne l'Equipe.

### Sélectionneur de l'équipe nationale de Madagascar
Après la suspension de Nicolas Dupuis par la Fédération Malgache de Football, « Rabé » est nommé provisoirement sélectionneur de l'équipe nationale malgache. Le 2 septembre 2021, il dirige les « Baréa » pour la première fois contre l'équipe du Bénin dans le cadre des éliminatoires de la zone Afrique de la Coupe du Monde 2022. Les Malgaches sont défaits 0-1 à domicile.
Le 10 octobre 2021, Eric Rabesandratana connaît sa première victoire sur le banc de l'équipe nationale de Madagascar, face à la RDC (1-0), lors de la 4e journée de ces mêmes éliminatoires du mondial 2022 au Qatar.

## Statistiques
| Saison                | Club                  | Championnat           | Championnat | Championnat | Coupe nationale | Coupe nationale | Coupe de la Ligue | Coupe de la Ligue | Compétition(s) continentale(s) | Compétition(s) continentale(s) | Compétition(s) continentale(s) | Total | Total |
| Saison                | Club                  | Division              | M.          | B.          | M.              | B.              | M.                | B.                | Comp.                          | M.                             | B.                             | M.    | B.    |
| 1990-1991             | AS Nancy-Lorraine     | 1                     | 24          | 1           | 1               | 0               | -                 | -                 | -                              | -                              | -                              | 25    | 1     |
| 1991-1992             | AS Nancy-Lorraine     | 1                     | 31          | 2           | 3               | 0               | -                 | -                 | -                              | -                              | -                              | 34    | 2     |
| 1992-1993             | AS Nancy-Lorraine     | 2                     | 25          | 2           | 1               | 0               | -                 | -                 | -                              | -                              | -                              | 26    | 2     |
| 1993-1994             | AS Nancy-Lorraine     | 2                     | 36          | 1           | -               | -               | -                 | -                 | -                              | -                              | -                              | 36    | 1     |
| 1994-1995             | AS Nancy-Lorraine     | 2                     | 41          | 6           | 4               | 0               | 1                 | 0                 | -                              | -                              | -                              | 46    | 6     |
| 1995-1996             | AS Nancy-Lorraine     | 2                     | 40          | 16          | 2               | 1               | 2                 | 1                 | -                              | -                              | -                              | 44    | 18    |
| 1996-1997             | AS Nancy-Lorraine     | 1                     | 34          | 7           | 1               | 0               | 1                 | 0                 | -                              | -                              | -                              | 36    | 7     |
| 1997-1998             | Paris Saint-Germain   | 1                     | 17          | 2           | 4               | 0               | 3                 | 0                 | C1                             | 3                              | 1                              | 27    | 3     |
| 1998-1999             | Paris Saint-Germain   | 1                     | 28          | 1           | 2               | 0               | 3                 | 0                 | C2                             | 1                              | 0                              | 34    | 1     |
| 1999-2000             | Paris Saint-Germain   | 1                     | 33          | 1           | 3               | 3               | 4                 | 0                 | -                              | -                              | -                              | 40    | 4     |
| 2000-2001             | Paris Saint-Germain   | 1                     | 24          | 1           | -               | -               | 1                 | 0                 | C1                             | 9                              | 0                              | 34    | 1     |
| 2001-2002             | AEK Athènes FC        | 1                     | -           | -           | -               | -               | -                 | -                 | C3                             | 2                              | 0                              | 2     | 0     |
| 2002-2003             | LB Châteauroux        | 2                     | 15          | 0           | -               | -               | -                 | -                 | -                              | -                              | -                              | 15    | 0     |
| 2003-2004             | LB Châteauroux        | 2                     | 13          | 1           | -               | -               | -                 | -                 | -                              | -                              | -                              | 13    | 1     |
| 2004-2005             | RAEC Mons             | 1                     | 12          | 0           | -               | -               | -                 | -                 | -                              | -                              | -                              | 12    | 0     |
| 2005-2006             | RAEC Mons             | 2                     | 32          | 3           | -               | -               | -                 | -                 | -                              | -                              | -                              | 32    | 3     |
| 2006-2007             | RAEC Mons             | 1                     | 28          | 1           | -               | -               | -                 | -                 | -                              | -                              | -                              | 28    | 1     |
| Total sur la carrière | Total sur la carrière | Total sur la carrière | 401         | 42          | 21              | 4               | 15                | 1                 | -                              | 15                             | 1                              | 452   | 48    |

## Palmarès

### En club
- avec le Paris SG
  - Vainqueur de la Coupe de France en 1998
  - Vainqueur de la Coupe de la Ligue en 1998
  - Vainqueur du Trophée des Champions en 1998
  - Vice-Champion de France en 2000
  - Finaliste de la Coupe de la Ligue en 2000

- avec le RAEC Mons
  - Champion de Belgique de Division 2 en 2006

### En équipe de France
- 3e du Festival international espoirs en 1992